# Lucia-stormfloden
Lucia-stormfloden indtraf mellem den 13. og 14. december 1287 ved Nordsøkysten. Mellem 50.000 og 80.000 personer omkom i denne naturkatastrofe. 
Langs den tyske del af kysten var skaderne meget omfattende. Et større antal byer ødelagdes, alene i Østfrisland mere end 30 byer. Havbugten Dollart mellem Tyskland og Nederlandene udvidedes. Som følge af denne naturkatastrofe blev mange af de overlevende tvungne til at flytte fra byer på det mangelfuldt beskyttede marskland til de sikrere geestområder. 
Store dele af det nordlige Nederlandene blev alvorligt skadet, herunder Amsterdam og Rotterdam. Byen Griend ødelagdes næsten helt. Den nederlandske Zuiderzee blev som følge af denne naturkatastrofe en havbugt i tilknytning til Nordsøen. 